# Leisniger Kastenordnung
Die Leisniger Kastenordnung von 1523 gilt als erste evangelische  Kirchenordnung. Sie geht auf ein Gutachten Martin Luthers für die Stadt Leisnig zurück und gilt als wichtige Bedingung für die Entstehung evangelischer Kirchgemeinden und als Modell lutherischer Soziallehre. Der Begriff leitet sich von einem „Geldkasten“ ab, in dem die kirchlichen Geldmittel aufbewahrt wurden.
In Leisnig wurden bereits 1519, zwei Jahre nach Luthers Thesenanschlag, evangelische Predigten gehalten. In Abgrenzung zu den (katholischen) Stellenbesetzungsverantwortlichen für die Stadtkirche St. Matthäi, dem Abt vom Kloster Buch, befassten sich der Rat und die Kirchenältesten der Stadt mit der Neuordnung des Gemeindelebens. Aus der Einrichtung eines „gemeinen Kastens“ entstand die Kastenordnung. Die Stadt Leisnig pflegt diese Tradition heute in einem kleinen Museum im Stadtgut Leisnig.

## Zielsetzung und Geschichte
Die Kastenordnung regelte die Verwaltung der Gelder, die die Gemeinde einnahm und in einem Geldaufbewahrungsgefäß, dem sog. Kasten, aufbewahrte. Zur Verwaltung wurden zehn weltliche Vorsteher gewählt: zwei Adlige, zwei Ratsherren, drei Bürger und drei Bauern. Der Kasten war mit vier Schlössern gesichert, wobei je einer der Vorsteher der vier Stände einen Schlüssel erhielt und so die Verteilungsgerechtigkeit institutionell mit hoher Sorgfalt geregelt wurde.
Die Kastenordnung wurde nach den Verbesserungsvorschlägen Luthers überarbeitet. Er gab sie Anfang 1523 mit einem von ihm verfassten Vorwort in Wittenberg zum Druck, der heute in der Superintendentur Leisnig aufbewahrt wird. Aus diesem Vorwort wird deutlich, dass die Kastenordnung ein Beitrag zu den durch die Reformation akut gewordenen Fragen sozialer und wirtschaftlicher Art ist. Die Kastenordnung gilt als Verpflichtung zu „gemeinsamer öffentlicher Verantwortung aus dem Glauben heraus“.

## Inhalte
Die strukturierte und knapp gefasste Kastenordnung mit dem Titel  „Brüderliche Vereinigung des gemeinen Kasten ganzer eingepfarrter Versammlung zu Leiseneck 1523.“ gliedert sich wie folgt und setzt folgende Schwerpunkte:
1. Grundlage: Hier finden sich der Bezug zur Bibel und grundlegende Handlungsprinzipien.
2. Vermögen, Vorrat und Einnahmen: Hier werden Einnahmequellen aufgeführt, z. B. Einkünfte aus Grundbesitz, Einkünfte von Bruderschaften, milde Gaben.
3. Verwaltung: Hier werden die o. g. zehn Vorsteher festgelegt, deren regelmäßige Abstimmungen sowie Zuständigkeiten für kirchlichen Grundbesitz und die Sammlung milder Gaben.
4. Bestimmungen gegen die Bettelei: Bettelei im Kirchspiel (Pfarrbezirk) ist verboten.
5. Ausgaben: Hier werden Ausgabebereiche umrissen: Neben der Finanzierung der kirchlichen Gebäude werden Festlegungen zur Schulbildung, zur Armenfürsorge und zur allgemeinen Nahrungsmittelvorsorge getroffen. Bei der Knabenbildung gilt das Prinzip der „christlichen, ehrlichen und ehrbaren Zucht“, bei der Mädchenbildung wird „Deutsch lesen und schreiben lehren“ erwähnt.
6. Steuern: Für den Fall von nicht ausreichenden Einnahmen gibt es eine Vorgabe „nach seinem Vermögen“ Steuern zu zahlen. Nichtgemeindemitglieder, so „sie den Segen der Kirchen mit genießen“ wollen, sollen einen festen Geldbetrag zahlen.
7. Jahresversammlungen: Zu drei festen Zeitpunkten im Jahr berichten die Vorsteher, Anfang des Jahres werden sie neu gewählt.

## Editionen
- Martin Luther: Weimarer Ausgabe (WA) Bd. 12. Böhlau, Weimar 1891, S. 1–30 (Internet Archive).
- Emil Sehling (Hrsg.): Die evangelischen Kirchenordnungen des XVI. Jahrhunderts. 1. Bd.: Sachsen und Thüringen, nebst angrenzenden Gebieten. 1. Hälfte: Die Ordnungen Luthers. Die ernestinischen und albertinischen Gebiete. Leipzig 1902, S. 598–604.
- Hans Lietzmann (Hrsg.): Die Wittenberger und Leisniger Kastenordnung, 1522, 1523 (= Kleine Texte für theologische Vorlesungen und Übungen 21). A. Marcus und E. Weber, Bonn 1907 (Google books); 2. Aufl. de Gruyter, Berlin 1935.
- Konstantin Enge: Die Leisniger Kastenordnung von 1523. Edition der Leisniger Handschrift. In: Herbergen der Christenheit. Jahrbuch für deutsche Kirchengeschichte 42/43 (2018/2019), S. 51–73.